# الشیحیه
الشیحیه (به عربی: الشیحیة) یک منطقهٔ مسکونی در تونس است که در استان صفاقس واقع شده‌است.